# Carmen Llorca
Carmen Llorca Villaplana, née le 29 novembre 1921 à Alcoy et morte le 29 juin 1998 à Madrid, est une femme politique espagnole.
Elle est membre de la FET y de las JONS jusqu'en 1977, de la Coalition populaire de 1986 à 1987, de l'Alliance populaire de 1987 à 1989 et du Parti populaire à partir de 1989.
Elle siège au Congrès des députés de 1982 à 1986, puis siège au Parlement européen de 1986 à 1994.